# Burton upon Trent
Burton upon Trent, ook Burton-on-Trent of Burton is een plaats in het bestuurlijke gebied East Staffordshire, in het Engelse graafschap Staffordshire. De plaats telt 72.299 inwoners en geniet enige bekendheid vanwege de lokale voetbalclub, Burton Albion FC.

## Geboren
- Robert Webster Ford (1923-2013), radiotechnicus, diplomaat en schrijver
- Joe Jackson (1954), popartiest
- Amari'i Bell (1994), voetballer
- Paddy Considine (1973), acteur

## Galerij

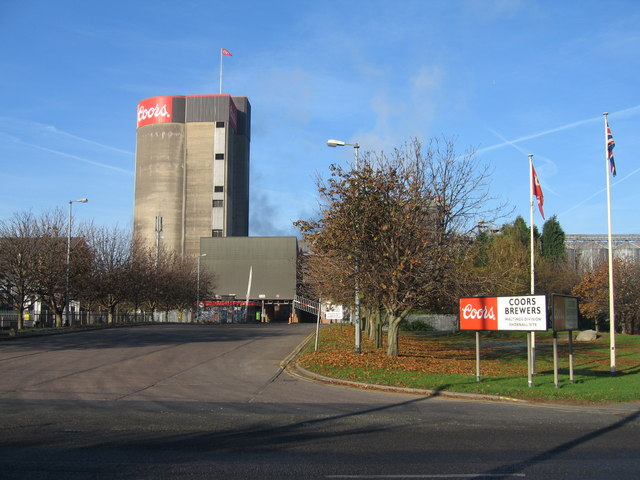
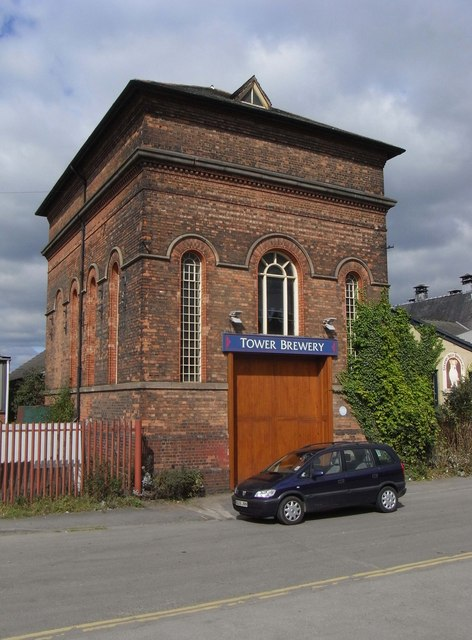
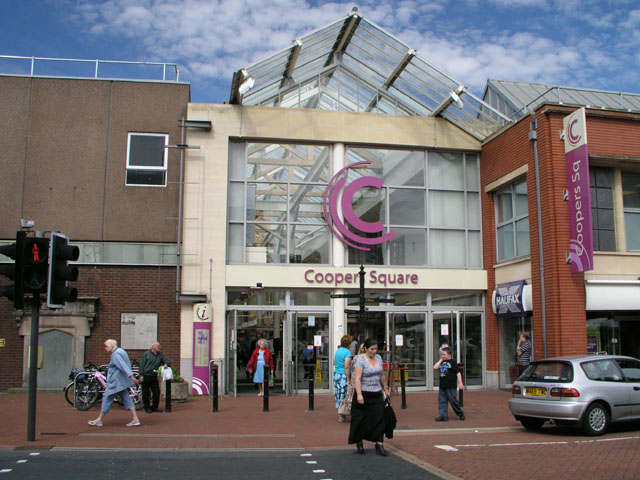
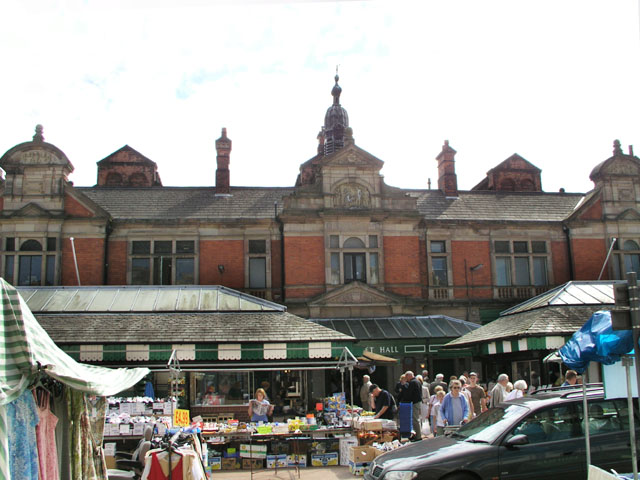
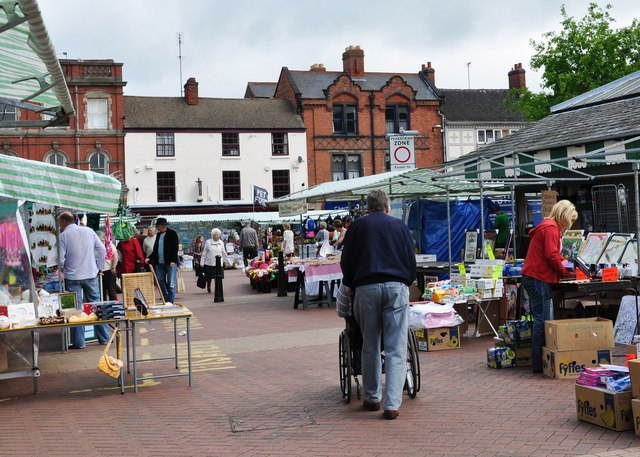
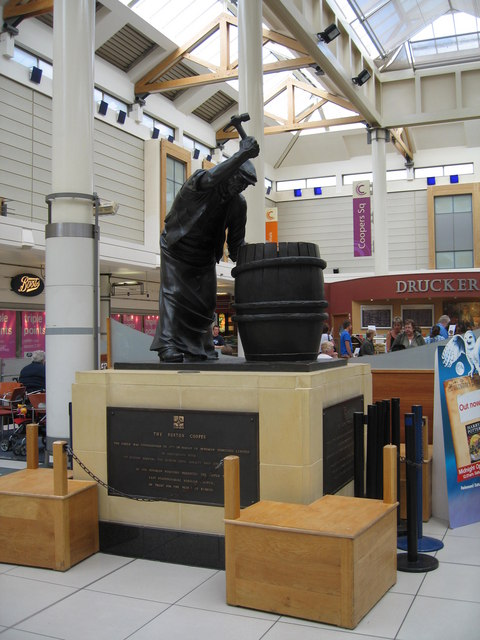
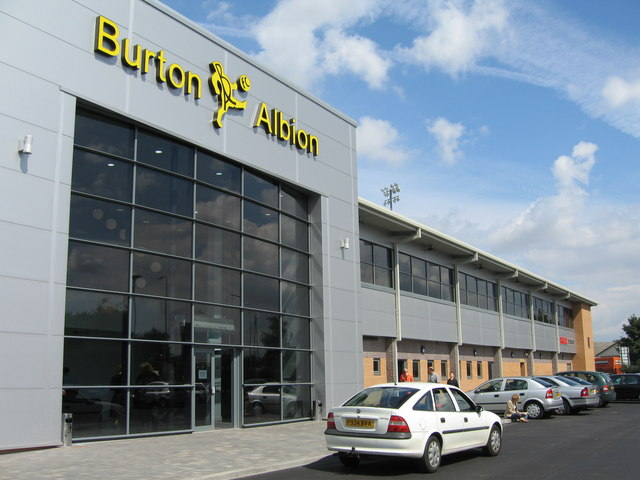
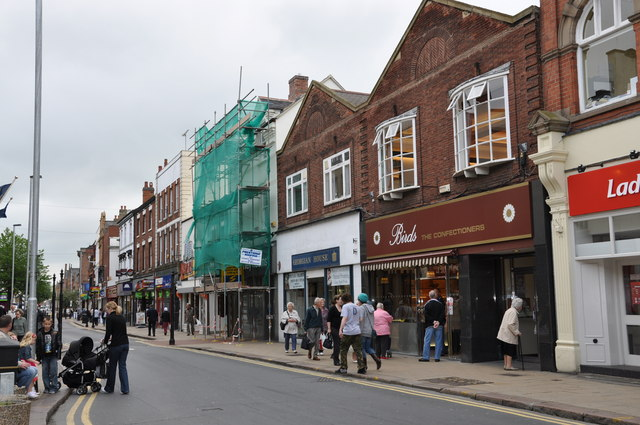